# Ochotonophila
Ochotonophila é um género botânico pertencente à família Caryophyllaceae.